# Боссис, Максим
Макси́м Босси́с (Босси, фр. Maxime Bossis; род. 26 июня 1955, Сент-Андре-Трез-Вуа, Вандея, Франция) — французский футболист. Провёл 76 матчей и забил 1 мяч за сборную Франции.

## Карьера
Боссис в основном запомнился незабитым пенальти на чемпионате мира 1982 в полуфинале с ФРГ. При счёте 4-4 Максим не забил одиннадцатиметровый, следующим бил немец Хорст Хрубеш, который реализовал свой удар и вывел свою сборную в финал.
С 1985 по 1992 год он был рекордсменом по количеству матчей за национальную сборную, позже его опередил Мануэль Аморос с 82 матчами.
Также Боссис владел рекордом сборной Франции по количеству игр на чемпионатах мира с 15 матчами. Позднее его рекорд был перекрыт Фабьеном Бартезом.

## Достижения
- Чемпион Франции: 1977, 1980, 1983
- Победитель Кубка Франции: 1979
- Финалист Кубка Франции: 1983
- Победитель Кубка Альп: 1982
- Чемпион Европы: 1984
- Футболист года во Франции: 1979, 1981